# 喜人奇妙夜
《喜人奇妙夜》是一档由腾讯视频和米未传媒联合出品的喜剧竞演综艺节目，于2024年6月28日开播，每周五更新，第一季总决赛于同年9月6日播出。

## 嘉宾
| 姓名   | 职业         | 任期              |
| ------ | ------------ | ----------------- |
| 黄渤   | 演员、导演   | 第1-6、8-12期     |
| 马东   | 导演、主持人 | 长期              |
| 贾冰   | 演员         | 第1-6、9-12期     |
| 秦昊   | 演员         | 第1-6、11-12期    |
| 高圆圆 | 演员、模特   | 第1-2期           |
| 金靖   | 演员         | 第1-2期           |
| 宋木子 | 演员         | 长期              |
| 张雨绮 | 演员         | 第3-4期           |
| 于和伟 | 演员         | 第5-6期           |
| 王濛   | 运动员       | 第7期（特邀裁判） |
| 田雨   | 演员         | 第8期             |
| 张若昀 | 演员         | 第8期             |
| 马伊琍 | 演员         | 第9-10期          |
| 徐峥   | 演员         | 第9-11期          |
| 沈腾   | 演员         | 第11期            |
| 董成鹏 | 演员         | 第11期            |

## 竞演节目
喜人奇妙夜第一季共有12期作品，其中第7期和第12期没有竞演节目。在第11期开展的总决赛中，“十上无难事”团队获得冠军。

### 喜人初亮相（第1-2期）
| 时间及期目      | 表演作品           | 喜人小队       |
| --------------- | ------------------ | -------------- |
| 第1期 2024.6.28 | 《熬人奇妙夜》     | 葱姜蒜         |
| 第1期 2024.6.28 | 《葫芦兄弟》       | 双高胎         |
| 第1期 2024.6.28 | 《好久不见》       | 难得英俊       |
| 第1期 2024.6.28 | 《外星人的婚礼》   | 对儿朝         |
| 第1期 2024.6.28 | 《破风》           | 九口人         |
| 第1期 2024.6.28 | 《年终大奖》       | 莎醛莎美       |
| 第1期 2024.6.28 | 《小品的世界》     | 量子力学       |
| 第1期 2024.6.28 | 《回音山谷》       | 一把郝龚箭     |
| 第1期 2024.6.28 | 《工作的她》       | 王男           |
| 第1期 2024.6.28 | 《断片山》         | 又一轮Plus     |
| 第2期 2024.7.5  | 《两个大个》       | 两个大个       |
| 第2期 2024.7.5  | 《史上第一大劫案》 | 酷酷的天放     |
| 第2期 2024.7.5  | 《爱在飞机降落前》 | 思念成吉       |
| 第2期 2024.7.5  | 《大侠别动手》     | 逗雷玩儿，胡！ |
| 第2期 2024.7.5  | 《导游老师》       | 就这个呀       |
| 第2期 2024.7.5  | 《如果爱》         | 高颖刘洋       |
| 第2期 2024.7.5  | 《如此电影》       | 相由新声       |
| 第2期 2024.7.5  | 《美好生活家居馆》 | 娜么石诚       |
| 第2期 2024.7.5  | 《暗恋巴士》       | 三喜丸子       |
| 第2期 2024.7.5  | 《八十一难》       | 四士同堂       |

### 处处是舞台场景赛（第3-4期）
| 时间及期目       | 表演作品             | 喜人团队及所属小队       |
| ---------------- | -------------------- | ------------------------ |
| 第3期 2024.07.12 | 《雷欧雷农场》       | 呱呱乐（逗雷玩儿，胡！） |
| 第3期 2024.07.12 | 《一心一意》         | 逆奏凯（量子力学）       |
| 第3期 2024.07.12 | 《头号玩家》         | 十上无难事（双高胎）     |
| 第3期 2024.07.12 | 《质子的愿望》       | 呱呱乐（酷酷的天放）     |
| 第3期 2024.07.12 | 《看不见的TA》       | 九条命（又一轮Plus）     |
| 第3期 2024.07.12 | 《渡口》             | 十上无难事（思念成吉）   |
| 第3期 2024.07.12 | 《孤注一掷》         | 九条命（一把郝龚箭）     |
| 第3期 2024.07.12 | 《年会必须停》       | 逆奏凯（对儿朝）         |
| 第4期 2024.07.19 | 《小镇青年》         | 呱呱乐（九口人）         |
| 第4期 2024.07.19 | 《飞驰余生》         | 十上无难事（就这个啊）   |
| 第4期 2024.07.19 | 《给你惊喜》         | 逆奏凯（高颖刘洋）       |
| 第4期 2024.07.19 | 《重温之温酒斩华雄》 | 九条命（两个大个）       |
| 第4期 2024.07.19 | 《临终碎碎念》       | 呱呱乐（葱姜蒜）         |
| 第4期 2024.07.19 | 《心动的信号》       | 十上无难事（四士同堂）   |
| 第4期 2024.07.19 | 《整蛊包子铺》       | 逆奏凯（三喜丸子）       |
| 第4期 2024.07.19 | 《职场变形计》       | 九条命（莎全莎美）       |

### 喜人好朋友合作赛（第5-6期）
| 时间及期目       | 表演作品             | 喜人团队及喜人好朋友                 |
| ---------------- | -------------------- | ------------------------------------ |
| 第5期 2024.07.26 | 《抽屉里的猫》       | 逆奏凯（土豆、叶浏）                 |
| 第5期 2024.07.26 | 《抢婚吧！哥们儿！》 | 呱呱乐（左凌峰、管乐）               |
| 第5期 2024.07.26 | 《当考试还剩15分钟》 | 十上无难事（马旭东）                 |
| 第5期 2024.07.26 | 《浪漫会晤》         | 九条命（宋木子）                     |
| 第5期 2024.07.26 | 《万松书院》         | 十上无难事（宇文秋实、马旭东）       |
| 第6期 2024.08.02 | 《最后的铸剑师》     | 呱呱乐（左凌峰）                     |
| 第6期 2024.08.02 | 《X计划》            | 十上无难事（张弛、马旭东、宇文秋实） |
| 第6期 2024.08.02 | 《等一下》           | 九条命（蒋易、周铁男、宋木子）       |
| 第6期 2024.08.02 | 《下江南》           | 呱呱乐（詹鑫）                       |
| 第6期 2024.08.02 | 《尤利娅，别哭》     | 九条命（蒋易、周铁男、宋木子）       |
| 第6期 2024.08.02 | 《谈判专家》         | 逆奏凯（叶浏）                       |
| 第6期 2024.08.02 | 《青城山上》         | 逆奏凯（张小婉、叶浏）               |

### 显眼包合作赛（第8期）
| 时间及期目       | 表演作品         | 喜人团队及合作嘉宾       |
| ---------------- | ---------------- | ------------------------ |
| 第8期 2024.08.16 | 《妈呀！新老师》 | 呱呱乐（易立竞）         |
| 第8期 2024.08.16 | 《严言交通》     | 九条命（向佐）           |
| 第8期 2024.08.16 | 《越狱的夏天》   | 十上无难事（王濛）       |
| 第8期 2024.08.16 | 《笑话一则》     | 九条命（早安）           |
| 第8期 2024.08.16 | 《亲情保卫战》   | 十上无难事（颜怡、颜悦） |
| 第8期 2024.08.16 | 《小马又过河》   | 呱呱乐（孟鹤堂）         |

### 观众烦恼主题赛（第9-10期）
| 时间及期目        | 表演作品            | 喜人团队及所属小队             |
| ----------------- | ------------------- | ------------------------------ |
| 第9期 2024.08.23  | 《绝命双子星》      | 十上无难事（双高胎）           |
| 第9期 2024.08.23  | 《再见老师》        | 九条命（莎全莎美）             |
| 第9期 2024.08.23  | 《足球小哥》        | 呱呱乐（九口人）               |
| 第9期 2024.08.23  | 《一轮为定》        | 九条命（又一轮Plus）           |
| 第9期 2024.08.23  | 《Hello！厂状元！》 | 呱呱乐（酷酷的天放）           |
| 第9期 2024.08.23  | 《拜拜啦地球》      | 十上无难事（就这个啊）         |
| 第10期 2024.08.30 | 《爱赢才会拼》      | 十上无难事（四士同堂）         |
| 第10期 2024.08.30 | 《拜托城堡》        | 呱呱乐（逗雷玩儿，胡！）       |
| 第10期 2024.08.30 | 《我来咯》          | 九条命（又一轮Plus、莎全莎美） |
| 第10期 2024.08.30 | 《回Q的诱惑》       | 呱呱乐（葱姜蒜）               |
| 第10期 2024.08.30 | 《前任特工》        | 十上无难事（思念成吉）         |
| 第10期 2024.08.30 | 《求雨》            | 九条命（一把郝龚箭、两个大个） |

### 三大喜团毕业大戏（第11期）
| 冠军 | 亚军 | 季军 |

| 时间及期目        | 表演作品           | 喜人团队   |
| ----------------- | ------------------ | ---------- |
| 第11期 2024.09.06 | 《十上有难事？！》 | 十上无难事 |
| 第11期 2024.09.06 | 《宿敌难逢》       | 呱呱乐     |
| 第11期 2024.09.06 | 《最后一站》       | 九条命     |

## 评价
- 文艺评论人大禹认为，《喜人奇妙夜》与《一年一度喜剧大赛》在主要内容和形式上几乎没有区别，以精炼且紧凑的喜剧作品，重新唤起了观众对中国喜剧的思考，也更像是对中国小品辉煌时代的召唤和复归[6]。
- 《北京青年报》发表评论认为，《喜人奇妙夜》不仅关照到了普通人的日常生活，也为创作者提供了打磨自己作品的机会[7]。
- 《北京日报》发表评论认为，《喜人奇妙夜》对《葫芦兄弟》、《八十一难》等经典故事的改编让传统经典叙事和当前社会情绪之间发生了呼应和碰撞，赋予了经典新的意义和内涵，使其更加贴近现代人的生活和思想[8]。
- 《中国日报网》发表评论认为，《喜人奇妙夜》用好笑有趣的段子重新讲述经典，为观众呈现了充满惊喜和共情的喜剧故事。“既保留了经典小品的幽默风格，又融入了现代社会的元素”，让人们大笑的同时，也传递了生活的智慧和社会的温情[9]。